# Scott Kalvert
Scott Kalvert (New York City, 15 agosto 1964 – Woodland Hills, 5 marzo 2014) è stato un regista cinematografico statunitense conosciuto principalmente per il film del 1995 Ritorno dal nulla, con Leonardo DiCaprio e Mark Wahlberg, e il film del 2002 Deuces Wild - I guerrieri di New York, con Stephen Dorff e Brad Renfro.

## Biografia
È stato anche un regista di video musicali di successo, collaborando con artisti come  Cyndi Lauper, Jetboy, Snoop Doggy Dogg, Kool Moe Dee, DJ Jazzy Jeff & the Fresh Prince, Bobby Brown, Taylor Dayne, Deep Blue Something, Billy Ocean, Marky Mark and the Funky Bunch, LL Cool J, Samantha Fox, Eric B. & Rakim and Salt-n-Pepa.
Kalvert è stato trovato morto nella sua casa a Woodland Hills il 5 marzo 2014, apparentemente a causa di un suicidio. Aveva 49 anni e lasciava la moglie e due figlie.